# Armement air-sol modulaire
« AASM » redirige ici. Pour les autres significations, voir AASM (homonymie).
L’armement air-sol modulaire (AASM, prononcé [2ASM] ou [A2SM]) ou Hammer (pour highly agile modular munition extended range) est une famille de bombes guidées conçue et produite par la Sagem Défense Sécurité devenue Safran Electronics & Defense.
L’AASM comprend un prêt-à-monter de guidage et un d’augmentation de la portée qui se montent respectivement devant et derrière une bombe classique de 125 à 1 000 kg. Il existe trois types de prêt-à-monter de guidage qui peuvent être utilisés suivant la cible et les conditions d’emploi :
- Inertiel-GPS (INS/GPS), appelé SBU-38 Hammer en codification OTAN,
- Inertiel-GPS + imageur infrarouge (INS/GPS/infrarouge), appelé SBU-64 Hammer en codification OTAN,
- Inertiel-GPS + laser (INS/GPS/laser), appelé SBU-54 Hammer en codification OTAN.

L'AASM est actuellement mis en œuvre par les Forces armées françaises à partir des Rafale. Cet armement insensible au brouillage permet des frappes simultanées air-sol de très haute précisionmulticibles fixes ou mobiles avec la version INS/GPS/laser et à grande distance (70 km en haute altitude). l'Égypte, premier client du Rafale, a aussi commandé des AASM.

## Historique
À la fin des années 1990, les Forces armées françaises souhaitent posséder des armes capables de frapper loin, sans que le tireur soit exposé. Elles souhaitent également un guidage qui ne dépende pas des conditions météorologiques, et particulièrement précis, afin d’éviter les « dommages collatéraux ». Deux familles d’armement air-sol sont alors demandées : le AASM, et les missiles Apache et SCALP-EG.
En septembre 2000, le contrat est notifié à la société Sagem. Les premières livraisons ont lieu en octobre 2007 pour la version INS/GPS, et en février 2009 pour la version INS/GPS/infrarouge,. Le 14 mai 2008, Sagem signe un accord avec MBDA qui obtient la responsabilité de commercialiser l’AASM à l’export. En 2010, dans le cadre du programme d’études amont (PEA) nommé « démonstrateur d’armement air-sol inertie GPS laser » (DASIGL) et notifié en 2008, la version laser est tirée pour la première fois au centre DGA Essais de missiles de Biscarrosse. La première livraison a lieu en décembre 2012 et le 3 avril 2013 ; la DGA qualifie cette version,. En 2011, le AASM est renommé « Hammer » à des fins commerciales,. Le 14 mai 2014, le premier tir depuis un avion de combat étranger a lieu depuis un F-16 d'un escadron d'expérimentation de l'USAF. En 2017, la DGA et Safran lancent une nouvelle version « AASM Évolution » visant à réduire le prix unitaire de l’armement.
Dans un premier temps, l'AASM n’a pas été embarqué sur les Dassault Mirage 2000 en raison de l’opposition de Dassault Aviation, qui souhaitait garder cet avantage compétitif exclusivement pour le Rafale. Finalement, Dassault a accepté de le qualifier sur Mirage 2000, et même sur le Mirage F1 pour le Maroc. Le système est adapté sur le Hal Tejas indien en 2022,.
Fin 2022, la DGA prononce la qualification de la munition AASM, dans sa version 1 000 kg et guidage GPS et inertiel développée depuis 2017, pour le Rafale F4qui peut en emporter trois. Les kits de propulsion de guidage pourront être adaptés sur des corps de bombe Mk84 et BLU109 « Bunker Buster », auxquelles s’ajouteront la BA84 et la P1000 (testée début 2025 par la DGA), développées par l'entreprise française Aresia [ex-Rafaut], en lien avec Eurenco. Elle est qualifiée par la DGA fin 2022.
À la suite de l'invasion de l'Ukraine par la Russie, la production est augmentée. 830 exemplaires sont produits en 2024 et 1 200 doivent l'être en 2025.

## Description technique

### Guidage

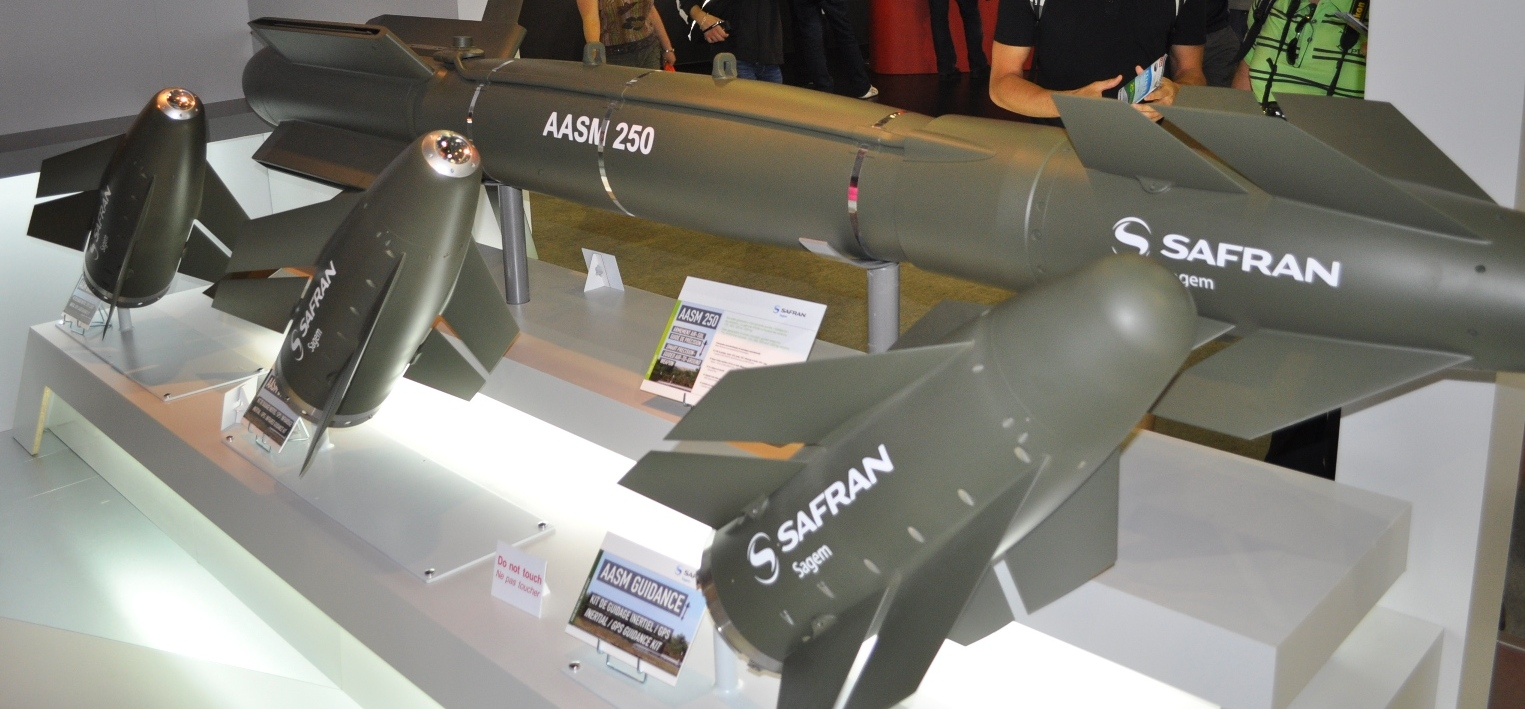
Un AASM et les trois kits de guidage.

L'AASM INS/GPS (code OTAN : SBU-38 Hammer) est la version de base. Il dispose d’un système de guidage hybride, à la fois GPS et inertiel. Les coordonnées de la cible sont intégrées dans les calculateurs de la bombe qui est ensuite indépendante lors de son vol en mode « Tire et oublie ».
L'AASM INS/GPS/infrarouge (SBU-64 Hammer) comporte un capteur infrarouge en supplément. Celui-ci ne fonctionne que dans la phase terminale et permet de s’affranchir des erreurs de coordonnées par un recalage avant l’impact grâce à un modèle de la cible préalablement introduit dans l’arme et des algorithmes de traitement d'images. Cette version a une précision métrique.
L'AASM INS/GPS/laser (SBU-54 Hammer) comporte un capteur laser en supplément à arrivée verticale. Il fonctionne si la cible est désignée avec un désignateur laser et permet de détruire des cibles statiques ou mobiles allant jusqu'à 80 km/h (chars, navires, etc.) avec une précision inférieure à un mètre.
Une version bimode laser et infrarouge serait à l’étude.

### Charge
Les utilisateurs des forces armées assurent l’assemblage du kit de guidage et un kit d’augmentation de la portée avec un corps de bombe qui peut être :
- un corps de bombe de 250 kg de type : Mk82, produit par la Société des ateliers mécaniques de Pont-sur-Sambre jusqu’en 2011.
- un corps de bombe de 227 kg BLU 111/B : un corps de bombe Mk82 avec 87 kg d'explosif PBXN-109 moins sensible à la température que l'explosif H-6 de la MK82.
- un corps de bombe de 227 kg BLU 126 : une BLU111/B dont l'explosif est allégé à 13 kg de PBXN-109[27].
- un corps de bombe à effets multiples sécurisé (CBEMS) appelé aussi Bombe Aéronavale de Nouvelle Génération (BANG) par MBDA[28],[29], développé par la société MBDA pour l'Aéronavale en deux classes BANG 125 (125 kg dont 33 kg d'explosif) et BANG 250 (221 kg dont 70 kg d'explosif)[3].
- un corps de bombe de 1 000 kg Mk84 (467 kg d'explosif), BLU109 (haut pouvoir de pénétration - 240 kg d'explosif), BA84 ou P1000 (développées par Aresia [ex-Rafaut], en lien avec Eurenco)[30].

### Propulsion
Le système de propulsion est réalisé par la société Roxel (filiale à 50 % de MBDA et à 50 % de Safran Ceramics).
Plus l'AASM est largué en altitude, plus il pourra parcourir une grande distance. En haute altitude, la portée propulsée est de 70 kilomètres, offrant une distance de sécurité à l'avion face à une défense antiaérienne à courte et à moyenne portée. Le tir est aussi possible à très basse altitude afin d'éviter d'être détecté par les radars au sol. L'AASM a alors d'une portée inférieure, de 15 kilomètres.
En 2025, la DGA annonce travailler sur l'AASM 250 XLR sur lequel la propulsion est remplacée par un « petit réacteur », pour une portée supérieure à 140 km. La mise en service est prévue pour 2028.

### Dérivé éventuel en version terrestre
Dans le cadre du programme « Frappe Longue Portée Terrestre » [FLP-T] lancé par la DGA et du programme qui réunit sept pays européens « European Long Strike Approach » [ELSA], ArianeGroup associé à Thales proposent de le décliner en version sol-sol pour le remplacement des Lance-roquettes unitaires [LRU] de l'Armée française, face à une proposition concurrente de MBDA associée à Safran dérivée, elle, du Missile de croisière naval [MDCN]. ELSA prévoit le développement et l’acquisition conjoints d’armements de précision longue portée. Des systèmes d’armes atteignant une portée supérieure à 1000 km, dont les alliés européens sont dépourvus et pour lesquels l’OTAN demande un rattrapage à grande échelle.

## Pays utilisateurs
- France : L’armée de l'Air visait à l'origine du programme 4 200 munitions. Les lois de programmation militaire 2009-2014 et 2014-2019 ont réduit ces quantités, et en 2016, tous les prêts-à-monter ont été livrés : 764 AASM inertiels-GPS, 384 AASM infrarouges et 600 AASM lasers[7],[37]. Une commande supplémentaire est notifiée en 2017, pour des livraisons prévues à partir de 2019[8].

L’armée française embarque le AASM sur ses avions Rafale de armée de l'Air et de la marine nationale depuis 2008. Chaque Rafale peut embarquer six bombes. La munition a été tirée lors des conflits en Afghanistan, Irak, Libye, et au Mali.
| Opération   | Commentaire                                                 |
| ----------- | ----------------------------------------------------------- |
| Afghanistan |                                                             |
| Libye       | 219 munitions tirées                                        |
| Mali        |                                                             |
| Irak        | Premier tir opérationnel de la version laser le 11 mai 2015 |

Les prêts-à-monter de guidage GPS pour bombes Paveway (non propulsés) ne sont toutefois plus utilisés en raison de leur moindre coût.
- Maroc : Le Maroc a acquis des AASM dans le cadre du programme de rénovation de ses Mirage F1 MF-2000[41].

- Égypte : Les Forces armées égyptiennes achètent 200 AASM de 250 kg en février 2015, en même temps que des Dassault Rafale, la frégate Normandie et des missiles MICA et SCALP[42],[43]

- Qatar : Le Qatar a également acquis 300 AASM en mai 2015, en plus du contrat pour l'achat d'avions Rafale[44],[14].
- Inde : en 2016, Sagem annonce avoir signé un mémorandum d'entente avec l'industriel indien OIS-Advanced Technology pour la création d'une société commune en Inde, chargée de la production locale de prêts-à-monter AASM[45].

L’intégration des AASM sur des Lockheed C-130 Hercules est à l’étude en 2015.
Des négociations non abouties ont eu lieu avec la Force aérienne royale saoudienne pour la commande d'AASM lasers dans le cadre de la troisième tranche de modernisation du programme TSP (Tornado Sustainment Programme) négociée par BAE Systems. Ce contrat aurait également inclus des missiles  Brimstone et Storm Shadow ainsi que des systèmes IRIS-T,.
- Ukraine : En raison du brouillage GPS, les bombes américaines JDAM rataient leur cible. Safran adapte sur demande du gouvernement français les AASM aux chasseurs dont dispose l'Ukraine à l'automne 2023[21]. En janvier 2024, la France s'est engagée à fournir à l’Ukraine une cinquantaine de bombes A2SM par mois[49]. En mars 2024, le ministère des armées indique que le nombre est confidentiel[50]. Le système est adapté aux MiG-29 et aux Su-27[32]. La première utilisation prouvée date du 5 mars 2024 à  Kozachi Laheri dans l'oblast de Kherson[51] puis lors de la bataille d'Avdiïvka[52]. Le 18 mai 2024, Le ministère de la Défense de la fédération de Russie accuse l'Ukraine d'une attaque sur son sol, dans la région de Belgorod, avec des bombes guidées de fabrication française qu'elle dit avoir détruites. Le ministère des Armées français nie les accusations russes[53]. Elle seront utilisées aussi par les Mirage 2000-5F[54].